# Szymon Marzec
Szymon Marzec (ur. 28 marca 1991 w Gdańsku) – polski hokeista grający na pozycji napastnika (prawoskrzydłowego), reprezentant kraju.

## Kariera klubowa
Szymon Marzec karierę sportową rozpoczął w juniorach Stoczniowca Gdańsk, w których grał do 2008 roku. Następnie w latach 2008–2009 reprezentował barwy SMS I Sosnowiec, po czym wrócił do juniorów Stoczniowca Gdańsk, w których grał do 2011 roku, równocześnie występując w seniorskiej drużynie klubu, w barwach którego zadebiutował w ekstralidze.
Następnie w latach 2011–2015 reprezentował barwy GKS-u Jastrzębie-Zdrój, równocześnie grając w latach 2011–2014 na wypożyczeniu w Orliku Opole. Z Jastrzębianami zdobył dwukrotnie wicemistrzostwo Polski (2013, 2015), w sezonie 2013/2014 zajął 3. miejsce w nowo utworzonej Polskiej Hokej Lidze, po wygranej w ostatecznej rywalizacji 3:0 (6:3, 3:0, 7:1) z Unią Oświęcim oraz Puchar Polski w hokeju na lodzie 2012, po wygranej 29 grudnia 2012 roku w meczu finałowym z Ciarko Sanok 4:2 w Arenie Sanok w Sanoku.
W sezonie 2015/2016 reprezentował barwy Orlika Opole. Następnie w latach 2016–2020 reprezentował barwy Automatyki Gdańsk, a po zakończeniu w 2020 roku działalności klubu z powodu problemów finansowych i kadrowych, 15 czerwca 2020 roku przeszedł do GKS Tychy, z którym w sezonie 2020/2021 zajął 3. miejsce w Polskiej Hokej Lidze, po wygranej w ostatecznej rywalizacji 3:0 (5:1, 3:1, 4:1) z GKS Katowice. Wspólnie z GKS Tychy zdobył również Puchar Polski w 2022 r.
Równolegle z hokejem na lodzie do 18. roku życia trenował również rugby w drużynie Ogniwo Sopot. Ponadto odnosi również sukcesy w hokeju na rolkach. Z drużyną Bombers Malbork zdobył na Mistrzostwach Polski złoty medal w 2019 roku i brązowy medal w 2020 roku, a w latach 2018 i 2019 był królem strzelców tego turnieju.
Od maja 2024 zawodnik Cracovii. Został kapitanem zespołu.

## Kariera reprezentacyjna
Szymon Marzec w 2009 roku wystąpił w barwach reprezentacji Polski U-18 na mistrzostwach świata U-18 2009 Dywizji I w Mińsku, na których Biało-Czerwoni zajęli 2. miejsce, a Marzec w 5 meczach zdobył 2 punkty (2 asysty) oraz spędził 4 minuty na ławce kar. Marzec dwukrotnie grał w barwach reprezentacji Polski U-20 na mistrzostwach świata juniorów (2010 – spadek, 2011 – awans).
W latach 2018–2021 w seniorskiej reprezentacji Polski rozegrał 25 meczów, w których zdobył 9 punktów (4 gole, 5 asyst) oraz spędził 4 minuty na ławce kar. Nieoficjalny debiut zaliczył 9 listopada 2018 roku w Hali Olivia w Gdańsku z reprezentacją Danii w ramach turnieju Euro Ice Hockey Challenge z okazji 100. rocznicy odzyskania przez Polskę niepodległości. Mecz w 43. minucie przy stanie 1:0 dla Biało-Czerwonych został przerwany z powodu uszkodzenia tafli lodowiska, w związku z czym mecz został unieważniony. Oficjalny debiut Marca miał miejsce dzień później, 10 listopada 2018 roku w tym samym miejscu, w przegranym 2:4 meczu z reprezentacją Norwegii. Reprezentował Biało-Czerwonych na mistrzostwach świata 2019 Dywizji IB w Tallinnie, na których Biało-Czerwoni zajęli 2. miejsce, a Marzec w 5 meczach zdobył 2 punkty (1 gol, 1 asysta) oraz spędził 4 minuty na ławce kar oraz w 2020 roku w trzeciej rundzie turnieju kwalifikacyjnym zimowych igrzysk olimpijskich 2022 w Nur-Sułtanie, w którym Biało-Czerwoni triumfowali i awansowali do ostatecznej rundy kwalifikacyjnej. Ostatni mecz w reprezentacji Polski rozegrał 21 maja 2021 roku w Lublanie w przegranym 2:3 po dogrywce meczu z reprezentacją Rumunii w ramach turnieju „Beat Covid-19".

## Statystyki

### Klubowe
| 2008/2009      | SMS I Sosnowiec          | I liga         | 21  | 7  | 4   | 11  | 78  | –   | – | –  | –  | –   |
| 2009/2010      | SMS I Sosnowiec          | I liga         | –   | –  | –   | –   | –   | –   | – | –  | –  | –   |
| 2009/2010      | Stoczniowiec Gdańsk U-20 | CLJ            | –   | –  | –   | –   | –   | –   | – | –  | –  | –   |
| 2010/2011      | Stoczniowiec Gdańsk      | PLH            | 30  | 7  | 9   | 16  | 22  | 10  | 1 | 0  | 1  | 12  |
| 2010/2011      | Stoczniowiec Gdańsk U-20 | I liga         | –   | –  | –   | –   | –   | –   | – | –  | –  | –   |
| 2011/2012      | GKS Jastrzębie-Zdrój     | PLH            | 39  | 5  | 12  | 17  | 49  | 11  | 1 | 2  | 3  | 18  |
| 2011/2012      | Orlik Opole              | I liga         | 2   | 0  | 2   | 2   | 0   | –   | – | –  | –  | –   |
| 2012/2013      | GKS Jastrzębie-Zdrój     | PLH            | 9   | 2  | 1   | 3   | 0   | 10  | 0 | 1  | 1  | 2   |
| 2012/2013      | Orlik Opole              | I liga         | 1   | 0  | 1   | 1   | 0   | –   | – | –  | –  | –   |
| 2013/2014      | GKS Jastrzębie-Zdrój     | PHL            | 42  | 7  | 6   | 13  | 22  | 11  | 1 | 1  | 2  | 16  |
| 2013/2014      | Orlik Opole              | I liga         | 6   | 2  | 3   | 5   | 2   | –   | – | –  | –  | –   |
| 2014/2015      | GKS Jastrzębie-Zdrój     | PHL            | 43  | 5  | 6   | 11  | 14  | 12  | 0 | 2  | 2  | 4   |
| 2015/2016      | Orlik Opole              | PHL            | 42  | 9  | 17  | 26  | 38  | 3   | 1 | 2  | 3  | 2   |
| 2016/2017      | Automatyka Gdańsk        | PHL            | 36  | 6  | 14  | 20  | 26  | 6   | 1 | 1  | 2  | 43  |
| 2017/2018      | Automatyka Gdańsk        | PHL            | 38  | 5  | 4   | 9   | 47  | 7   | 0 | 2  | 2  | 4   |
| 2018/2019      | PKH Gdańsk               | PHL            | 42  | 10 | 7   | 17  | 42  | 9   | 2 | 0  | 2  | 10  |
| 2019/2020      | PKH Gdańsk               | PHL            | 47  | 16 | 17  | 33  | 30  | 5   | 0 | 0  | 0  | 10  |
| 2020/2021      | GKS Tychy                | PHL            | 35  | 10 | 9   | 19  | 26  | 13  | 1 | 1  | 2  | 10  |
| 2021/2022      | GKS Tychy                | PHL            | 39  | 6  | 6   | 12  | 16  | 15  | 0 | 2  | 2  | 20  |
| I liga Ogółem  | I liga Ogółem            | I liga Ogółem  | 30  | 9  | 10  | 19  | 80  | –   | – | –  | –  | –   |
| CLJ Ogółem     | CLJ Ogółem               | CLJ Ogółem     | –   | –  | –   | –   | –   | –   | – | –  | –  | –   |
| PLH/PHL Ogółem | PLH/PHL Ogółem           | PLH/PHL Ogółem | 442 | 88 | 108 | 196 | 332 | 112 | 8 | 14 | 22 | 151 |

### Reprezentacyjne
| Rok                | Drużyna            | Turniej            | Miejsce            |    | M | G  | A  | Pkt | Min |
| ------------------ | ------------------ | ------------------ | ------------------ | -- | - | -- | -- | --- | --- |
| 2009               | Polska U-18        | MŚ18-D1            |                    | 5  | 0 | 2  | 2  | 4   |     |
| 2010               | Polska U-20        | MŚJ                | 6                  | 5  | 0 | 0  | 0  | 2   |     |
| 2011               | Polska U-20        | MŚJ-D2             |                    | 5  | 3 | 9  | 12 | 47  |     |
| 2019               | Polska             | MŚ-D1B             |                    | 5  | 1 | 1  | 2  | 4   |     |
| 2020               | Polska             | Kw. IO             | 1                  | 3  | 1 | 1  | 2  | 6   |     |
| Ogółem jako junior | Ogółem jako junior | Ogółem jako junior | Ogółem jako junior | 15 | 3 | 11 | 14 | 53  |     |
| Ogółem jako senior | Ogółem jako senior | Ogółem jako senior | Ogółem jako senior | 8  | 2 | 2  | 4  | 6   |     |

| Mecze i gole w reprezentacji | Mecze i gole w reprezentacji | Mecze i gole w reprezentacji | Mecze i gole w reprezentacji | Mecze i gole w reprezentacji     | Mecze i gole w reprezentacji | Mecze i gole w reprezentacji | Mecze i gole w reprezentacji | Mecze i gole w reprezentacji |
| Nr                           | Data                         | Miasto                       | Przeciwnik                   | Wynik                            | Bramki                       | Asysty                       | Kary (minuty)                | Rozgrywki                    |
| ---------------------------- | ---------------------------- | ---------------------------- | ---------------------------- | -------------------------------- | ---------------------------- | ---------------------------- | ---------------------------- | ---------------------------- |
| 1.                           | 10.11.2018                   | Gdańsk                       | Norwegia                     | 2:4 (0:1, 2:2, 0:1)              | 0                            | 0                            | 0                            | Euro Ice Hockey Challenge    |
| 2.                           | 11.11.2018                   | Gdańsk                       | Austria                      | 0:2 (0:0, 0:2, 0:0)              | 0                            | 0                            | 0                            | Euro Ice Hockey Challenge    |
| 3.                           | 08.02.2019                   | Browary                      | Ukraina                      | 5:1 (4:0, 1:0, 0:1)              | 0                            | 0                            | 0                            | Mecz towarzyski              |
| 4.                           | 09.02.2019                   | Browary                      | Rumunia                      | 0:2 (0:2, 0:0, 0:1)              | 0                            | 0                            | 0                            | Mecz towarzyski              |
| 5.                           | 10.04.2019                   | Miszkolc                     | Węgry                        | 1:2 k. (0:0, 0:0, 1:1, 0:0, 0:1) | 0                            | 1                            | 0                            | Mecz towarzyski              |
| 6.                           | 12.04.2019                   | Miszkolc                     | Węgry                        | 2:4 (0:1, 0:0, 2:3)              | 0                            | 0                            | 0                            | Mecz towarzyski              |
| 7.                           | 23.04.2019                   | Elektreny                    | Litwa                        | 5:6 d. (0:1, 3:1, 2:3, 0:1)      | 0                            | 0                            | 0                            | Mecz towarzyski              |
| 8.                           | 24.04.2019                   | Elektreny                    | Litwa                        | 0:3 (0:1, 0:2, 0:0)              | 0                            | 0                            | 0                            | Mecz towarzyski              |
| 9.                           | 28.04.2019                   | Tallinn                      | Holandia                     | 8:1 (1:1, 2:0, 5:0)              | 0                            | 0                            | 0                            | MŚ-D1B 2019                  |
| 10.                          | 29.04.2019                   | Tallinn                      | Ukraina                      | 7:3 (2:1, 4:1, 1:1)              | 0                            | 0                            | 0                            | MŚ-D1B 2019                  |
| 11.                          | 01.05.2019                   | Tallinn                      | Rumunia                      | 2:3 d. (0:1, 0:0, 2:1, 0:1)      | 0                            | 0                            | 0                            | MŚ-D1B 2019                  |
| 12.                          | 02.05.2019                   | Tallinn                      | Estonia                      | 3:2 (1:0, 0:0, 2:2)              | 0                            | 1                            | 4                            | MŚ-D1B 2019                  |
| 13.                          | 04.05.2019                   | Tallinn                      | Japonia                      | 7:4 (1:1, 4:0, 1:0)              | 1                            | 0                            | 0                            | MŚ-D1B 2019                  |
| 14.                          | 08.11.2019                   | Gdańsk                       | Japonia                      | 3:2 (1:1, 2:0, 0:1)              | 1                            | 0                            | 0                            | Euro Ice Hockey Challenge    |
| 15.                          | 09.11.2019                   | Gdańsk                       | Włochy                       | 0:2 (0:0, 0:0, 0:2)              | 0                            | 0                            | 0                            | Euro Ice Hockey Challenge    |
| 16.                          | 10.11.2019                   | Gdańsk                       | Węgry                        | 0:2                              | 0                            | 0                            | 0                            | Euro Ice Hockey Challenge    |
| 17.                          | 06.02.2020                   | Nur-Sułtan                   | Holandia                     | 8:0 (3:0, 4:0, 1:0)              | 0                            | 0                            | 0                            | Kw. Igrzysk Olimpijskich     |
| 18.                          | 07.02.2020                   | Nur-Sułtan                   | Ukraina                      | 6:1 (1:1, 2:0, 3:0)              | 1                            | 1                            | 0                            | Kw. Igrzysk Olimpijskich     |
| 19.                          | 09.02.2020                   | Nur-Sułtan                   | Kazachstan                   | 3:2 (1:0, 1:2, 1:0)              | 0                            | 0                            | 0                            | Kw. Igrzysk Olimpijskich     |
| 20.                          | 18.04.2021                   | Katowice                     | Estonia                      | 6:1 (2:0, 1:1, 3:0)              | 0                            | 2                            | 0                            | Mecz towarzyski              |
| 21.                          | 19.04.2021                   | Katowice                     | Litwa                        | 8:1 (0:0, 6:0, 2:1)              | 0                            | 0                            | 0                            | Mecz towarzyski              |
| 22.                          | 16.05.2021                   | Lublana                      | Ukraina                      | 4:3 d. (0:2, 0:0, 0:2, 1:0)      | 1                            | 0                            | 0                            | Turniej Beat Covid-19        |
| 23.                          | 17.05.2021                   | Lublana                      | Austria                      | 2:3 (1:2, 1:0, 0:1)              | 0                            | 0                            | 0                            | Turniej Beat Covid-19        |
| 24.                          | 18.05.2021                   | Lublana                      | Francja                      | 0:1 (0:0, 0:0, 0:1)              | 0                            | 0                            | 0                            | Turniej Beat Covid-19        |
| 25.                          | 21.05.2021                   | Lublana                      | Rumunia                      | 2:3 d.(1:1, 0:1, 1:0, 0:1)       | 0                            | 0                            | 0                            | Turniej Beat Covid-19        |

## Sukcesy
GKS Jastrzębie-Zdrój
- Wicemistrzostwo Polski: 2013, 2015
- 3. miejsce w PHL: 2014
- Puchar Polski: 2012

GKS Tychy
- Wicemistrzostwo Polski: 2023
- 3. miejsce w PHL: 2021, 2024
- Puchar Polski: 2022, 2023
- Superpuchar Polski: 2023

Reprezentacyjne
- Awans do I Dywizji mistrzostw świata juniorów: 2011